# Strangers (Laura Tesoro & Loïc Nottet)
Strangers is een single van de Belgische artiesten Laura Tesoro en Loïc Nottet, die uitgebracht werd op 6 november 2020. Het nummer werd geproduceerd door Alex Germys. Het nummer werd een radio hit in Vlaanderen, dankzij enkele live optredens bij Vandaag & QMusic. In Nederland wist het nummer de tipparade te halen. In Wallonië werd een top 5 positie behaald. Het duo kreeg een gouden plaat voor hun samenwerking.